# Epsilon Scorpii
Epsilon Scorpii (Larawag) is een ster in het sterrenbeeld Schorpioen. De ster is afgebeeld op de Braziliaanse vlag, daar representeert de ster de deelstaat Ceará. De ster staat ook bekend als Wei.

## Culminatie van Epsilon Scorpii
Epsilon Scorpii kan als gidsster fungeren om het koppel bestaande uit de sterren Xamidimura en Pipirima (Mu1 en Mu2 Scorpii) op te sporen. Dit koppel bevindt zich een viertal graden ten zuidzuidoosten van Epsilon Scorpii, maar klimt tijdens het culmineren ervan, gezien vanuit de Benelux, slechts 1 graad boven de zuidelijke horizon, wat de waarneming uiterst moeilijk maakt. Een telescoop of verrekijker op vast statief is noodzakelijk, evenals een uitzonderlijk heldere en transparante atmosfeer, en vlakke horizon.

## Troffel
Op 16:55 / -31°, ten noordnoordoosten van Epsilon Scorpii, is het asterisme Ferrero 2 te vinden waarvan de vorm sterk doet denken aan dat van een tuinschopje of troffel. Dit asterisme is bij Engelstalige amateur astronomen bekend als Trowel. Het heeft een schijnbare diameter van een graad, en kan het best waargenomen worden met behulp van een niet al te sterk vergrotende telescoop. De troffel bevindt zich op iets meer dan een graad ten zuidwesten van de bolvormige sterrenhoop Messier 62.